# Lodger
Lodger — финская инди-рок музыкальная группа, основанная Teemu Merilä в 2002. Несмотря на малую известность вне Финляндии, группа стала популярной в интернете благодаря их flash-видео.

## История
Во второй половине 2002 года певец/композитор Teemu Merilä создал Lodger как средство продвижения своей музыки, пригласив клавишника Jyri Riikonen, басиста Hannes Häyhä, ударника Antti Laari и уроженца Лондона Ричарда Андерсона в качестве гитариста. Летом 2003 года на свои деньги группа записала демозапись песни «Hi-Fi High Lights Down Low». Вскоре после этого, Häyhä создал flash-клип песни «Doorsteps» с несчастным одноглазым человечком в стиле stick figure в качестве главного героя. В этом же году «Doorsteps» победила в номинации «лучшее flash-видео» на фестивале анимации в Брэдфорде, а также выиграла музыкальный видео-фестиваль в Оулу. Эти «одноглазые фильмы» оказались настолько популярными, что группа решила выбрать одноглазый череп в соответствующем стиле рисования в качестве своего логотипа.
В 2004 году Андерсон вернулся в Англию и был заменен Panu Riikonen. «Hi-Fi High Lights Down Low» стал доступен для покупки в Финляндии, и отзывы были в основном положительными: дебютный альбом группы стал самым продаваемым альбомом 2004 года в Stupido (финские магазины музыки). Häyhä начал работу над вторым «One-Eyed Film» под названием «I Love Death», который обещал стать более популярным, чем «Doorsteps».
В 2005 году Lodger выпустил два видео в качестве рекламы: «God Has Rejected the Western World» для распылителей краски Sabotaz и «24h Candy Machine» для idea-protector.com. В сентябре в продаже появилось переиздание «Hi-Fi High Lights Down Low» с слегка измененным трек-листом, но несмотря на наличие «24h Candy Machine», в альбоме отсутствовали «Everyone Got to Go» и «Divine Right».
В 2007 году группа завершает работы над своим вторым альбомом, «How Vulgar», который был выпущен в Финляндии, Германии, Швейцарии и Австрии 14 марта 2007 года.
После почти года перерыва (с лета 2007 до весны 2008), Lodger выпустила три новых песни и сменила дизайн своего сайта. Их третий альбом, «Honeymoon is Over» был выпущен 19 ноября 2008 года.
В июне 2009 года группа объявила в своем твиттере, что их новый альбом будет называться «Sunday of a Male Shouvinist». Однако в феврале 2012 был объявлен новый веб-сайт, на котором было указано, что новый альбом будет называться «Low Blue Flame», выйдет в конце 2012/начале 2013 и будет бесплатен для скачивания. Позже группа сделала 2 песни из альбома доступными для прослушивания на их сайте. 25 декабря 2013 года остальные 8 песен альбома Low Blue Flame стали доступны для прослушивания. 9 января 2014 года группа выложила на сайт мастер-копию альбома. Также было озвучено, что в будущем альбом будет выпущен в CD-версии.

## Дискография

### Hi-Fi High Lights Down Low (2004)
1. Two Smiles is a Long Walk
2. Fickle
3. Bad Place to Earn a Living
4. I Love Death
5. Short Man on TV
6. Radio
7. Ordinary Men Make Ordinary Music
8. Doorsteps
9. Everyone Got to Go
10. Divine Right
11. Big Day
12. When I Was Six
13. Siamese Cats

### Hi-Fi High Lights Down Low (Remastered) (2005)
1. Two Smiles is a Long Walk
2. 24h Candy Machine
3. Bad Place to Earn a Living
4. I Love Death
5. Radio
6. Doorsteps
7. Short Man on TV
8. Ordinary Men Make Ordinary Music
9. Fickle
10. Big Day
11. When I Was Six
12. Siamese Cats

### How Vulgar (2007)
1. Truck Driver
2. Friends
3. Satan
4. Floozy With An Uzi
5. Steal & Lie
6. Wrong Bus
7. Under One God
8. Escape Plan
9. I Would Like To Fulfill Your Dreams
10. Brunswick Centre
11. Don’t Go Home Tonight
12. Whatever The Weather

### Honeymoon Is Over (2008)
1. Requiem
2. Chemicals
3. Nostalgia
4. Hairdo
5. Recovering Alcoholic Visits Musso & Frank
6. So Long
7. I Was Young I Needed The Money
8. Prefontaine
9. Problems With Fat
10. Girlfriend
11. Go

### Low Blue Flame (2013)
1. All In This World
2. Song of Job
3. Son Father Holy Ghost
4. Smoking for Jesus
5. Lord is my Feeder
6. Devil's Mind
7. Lets get Married
8. Every God Damn Morning
9. When Our Days
10. Silent Friend

## Клипы
- Doorsteps
- I Love Death
- God Has Rejected the Western World
- 24h Candy Machine[8]
- Floozy with an Uzi (Live Version from album «How Vulgar»)
- Satan
- Go